# Џефри Најс
Сер Џефри Најс (21. октобра 1945) је британски адвокат и судија. Учествовао је у раду Међународног кривичног суда за бившу Југославију и био је главни тужилац на суђењу Слободану Милошевићу. Он је предјседавајући Кинеског суда и Ујгурског суда, који су истраживали кршење људских права у Кини.

## Живот и каријера

### Младост
Најсова породична кућа била је у Кетфорду гдје је похађао колеџ Сент Данстан, а касније и Кебл колеџ у Оксфорду. Постао је адвокат 1971. и именован је за Краљичиног савјетника 1990. године. Од 1984. је хонорарни судија у Олд Бејлију. Џефри Најс је постао витез нежења 2007. Године 2009. именован је за потпредсједника Одбора за стандарде у адвокатури . Године 2012. именован је за професора права на Грешам колеџу, позицију коју је раније обављала бароница Дич.

### Тужилачка каријера
Најс је био повезан са Међународним кривичним судом за бившу Југославију (МКСЈ). Он је био водећи тужилац на суђењу Слободану Милошевићу у Хагу и покренуо је тужилачки иницијални поступак о повезивању злочина почињених у бившој Југославији са Милошевићем. Он је процесуирао предмете босанског Хрвата Дарија Кордића у Хашком трибуналу и успјешно процесуирање Горана Јелисића. Од када ради у Хашком трибуналу, Најс је био активан у Међународном кривичном суду и за Pro bono publico (са латинском преведено: "за опште добро") за групе жртава. Његова пракса укључује људска права/јавно право и личне повреде.
У августу 2010. године, Џудит Армата, новинарка која је пратила поступак у Хашком трибуналу, објавила је књигу под насловом „Сумрак некажњивости: Суђење за ратне злочине Слободану Милошевићу“. Дана 16. децембра 2010, Џефри Најс је рецензирао ову књигу на London Review of Books. Најс је у својој рецензији критиковао Хашки трибунал због одлука које је донео током суђења Слободану Милошевићу, предјседнику бивше Југославије. Најс је тврдио да је тужитељка Хашког трибунала Карла Дел Понте направила компромис са Слободаном Милошевићем, што је потом довело до неуспјеха Босне и Херцеговине у процесу за геноцид против Србије у фебруару 2007. Најс је такође изнео своје мишљење о Слободану Милошевићу, оценивши да је бивши предсједник био "неспособан" и да је "умро пре него што је изречена пресуда".
Именован је за почасног доктора права Универзитета у Кенту 2005. године, а проглашен је витезом 2007. за заслуге у међународном кривичном правосуђу.
2009. године, пресуда којом је Најс председавао наложена је да се поништи и поново суди након што је Судски комитет Државног савјета утврдила да је његово поступање у случају резултирало неправедним саслушањем. Један од разлога што је Најс био критикован од стране Државног савјета због његовог неправедног поступања на суђењу рачуновођи Петеру Мишелу из Сент Хелијера. Мишел је 2007. године оптужен за десет тачака за прање новца и осуђен на шест година затвора. Међутим, 2009. године Државни савјет је укинуо осуђујућу пресуду против Мишела и саопштило да је Најс током суђења био подругљив и саркастичан, што је учинило суђење неправедним. У истом извештају, Jersey Evening Post је тврдио да су акције могле коштати пореске обвезнике Џерсија „милионе фунти“.
У то време, два члана адвокатског већа, Дезмонд Бровн и Тим Датон, написали су чланак у Тајмс часопису под насловом Да ли су само судије осуђене без права на саслушање? У овом чланку су се жалили на оно што су рекли да је сама по себи неправедна процедура. Рекли су да „нисмо били једини чланови адвокатске коморе који су осећали забринутост да ли је правда учињена сер Џефрију“, додајући да „три друга бивша председника адвокатске коморе: Џонатан Хирст, Рој Амлот, и Стивен Хоцкман, као и предсједница Одбора за стандарде у адвокатури, бароница Дих“ приговорили су.
Најс је коаутор извештаја о сиријским притвореницима из 2014.

### Кинески суд и Ујгурски суд
Најс је био председавајући Кинеског трибунала, који је наручила Међународна коалиција за окончање злоупотребе трансплантације у Кини и неки Фалун Гонг практиканти. Трибунал се фокусирао на питање присилног узимања органа од затвореника савести у Кини.
Најс је замољен да постане шеф Ујгурског трибунала 2021. од стране Светског конгреса Ујгура, конгрес представљен од стране прогнаних Ујгура.

### Кинеске санкције
Године 2021, као освета за санкције које су против кинеских званичника увеле Сједињене Државе, Европска унија и Уједињено Краљевство, Народна Република Кина је издала санкције против Најса које су му забраниле да уђе на територију коју та земља контролише или да послује са кинеским лицима. Портпарол кинеског министарства спољних послова је у саопштењу навео да су ове санкције уведене због Најсовог ширења онога што кинеска влада назива "лажи и дезинформацијама" око кинеске политике у вези са Синђангом.

## Политика
На општим изборима у Уједињеном Краљевству 1983. и Општим изборима у Уједињеном Краљевству 1987. био је кандидат Социјалдемократске партије за Довер.